# La Forest-Landerneau
La Forest-Landerneau é uma comuna francesa na região administrativa da Bretanha, no departamento Finisterra. Estende-se por uma área de 9,2 km². Em 2010 a comuna tinha 1 944 habitantes (densidade: 211,3 hab./km²).